# Bạch Long Mã

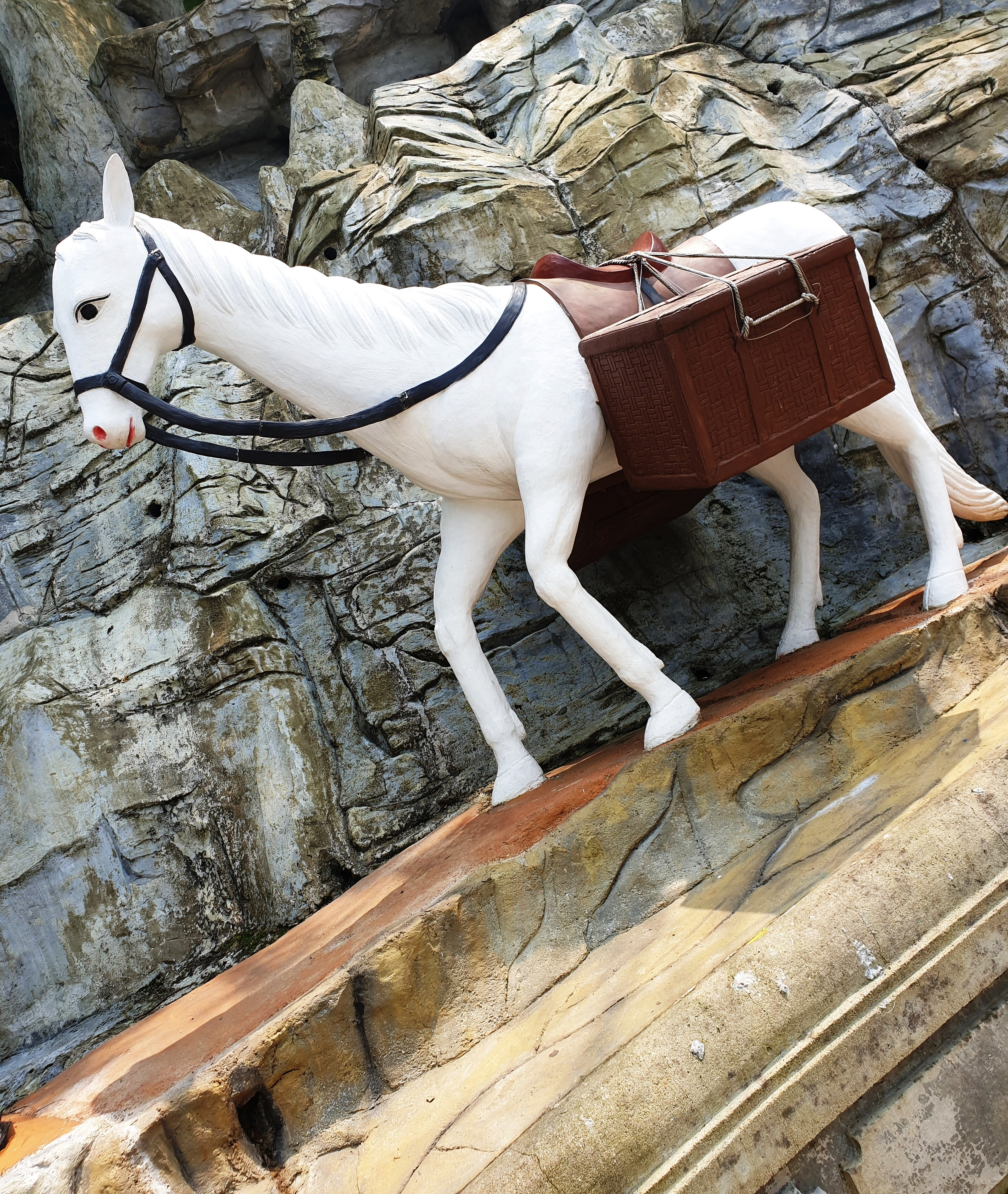
Tượng ngựa Bạch Long Mã đi thỉnh kinh tại Chùa Linh Ứng, Bà Nà

Bạch Long Mã (chữ Hán: 白龍馬) hay Tiểu Bạch Long là con của Tây Hải Long Vương (em Đông Hải Long Vương) là đồ đệ thứ tư của Đường Tăng đi thỉnh kinh ở Tây Thiên trong tiểu thuyết Tây du ký của Ngô Thừa Ân. Trong tiểu thuyết này, Bạch Long Mã dưới hình hài của một con ngựa trắng, chở Tam Tạng đi lấy kinh. Với một tiểu thuyết đậm chất Phật giáo như Tây Du Ký, thì Bạch Long mã phảng phất những hình ảnh của Phật giáo, nó dường như là hiện thân của con ngựa Kiền Trắc khi chở Thái tử Tất Đạt Đa, con ngựa này cùng một cặp với con khỉ Tôn Ngộ Không liên tưởng đến hình ảnh tâm viên ý mã, một triết lý sâu xa của Phật giáo.

## Thân thế
Tiểu Bạch Long gốc tên là Quảng Tấn, con trai của Tây Hải Long Vương, ngày trước là Tam Thái Tử của Tây Hải Long Cung. Bạch Long Mã là một người khôi ngô tuấn tú song vì nảy sinh vấn đề với cha, làm hỏng báu vật mà Ngọc Hoàng Thượng đế ban cho, bị cha bẩm báo lên trên trời nên đáng lẽ bị tội chết. Vì thế mà Quan Thế Âm Bồ Tát đã cho phò giá Đường Tăng để chuộc lại những lỗi lầm đã gây ra. Khi phò giá Đường Tăng ông là một con ngựa, rất ít khi cùng các sư huynh tham gia chiến đấu với yêu quái, trong trận Hoàng bào quái là một lần hiếm hoi ông tham gia chiến đấu và báo cho Trư Bát Giới biết Đường Tăng đã bị Hoàng bào quái biến thành hổ.
Trong Tây Du Ký năm 1986 đã có sự thêm thắt nhiều so với nguyên tác về nguồn gốc phạm lỗi của Bạch Long Mã, đó là Thái Tử có vợ là Vạn Thánh Công Chúa, người vợ công chúa này lại đi ngoại tình với con trùng Cửu Đầu Trùng khiến cho Tam Thái Tử giận dữ mà phá viên Dạ Minh Châu mà Ngọc Hoàng tặng nhân dịp ngày cưới.  Trong phiên bản Tân Tây du ký (2011) ông được biết đến nhiều hơn qua những lần cùng sư huynh chiến đấu yêu quái và bảo vệ hành lý khi Sa Tăng bị bắt.

## Phò giá

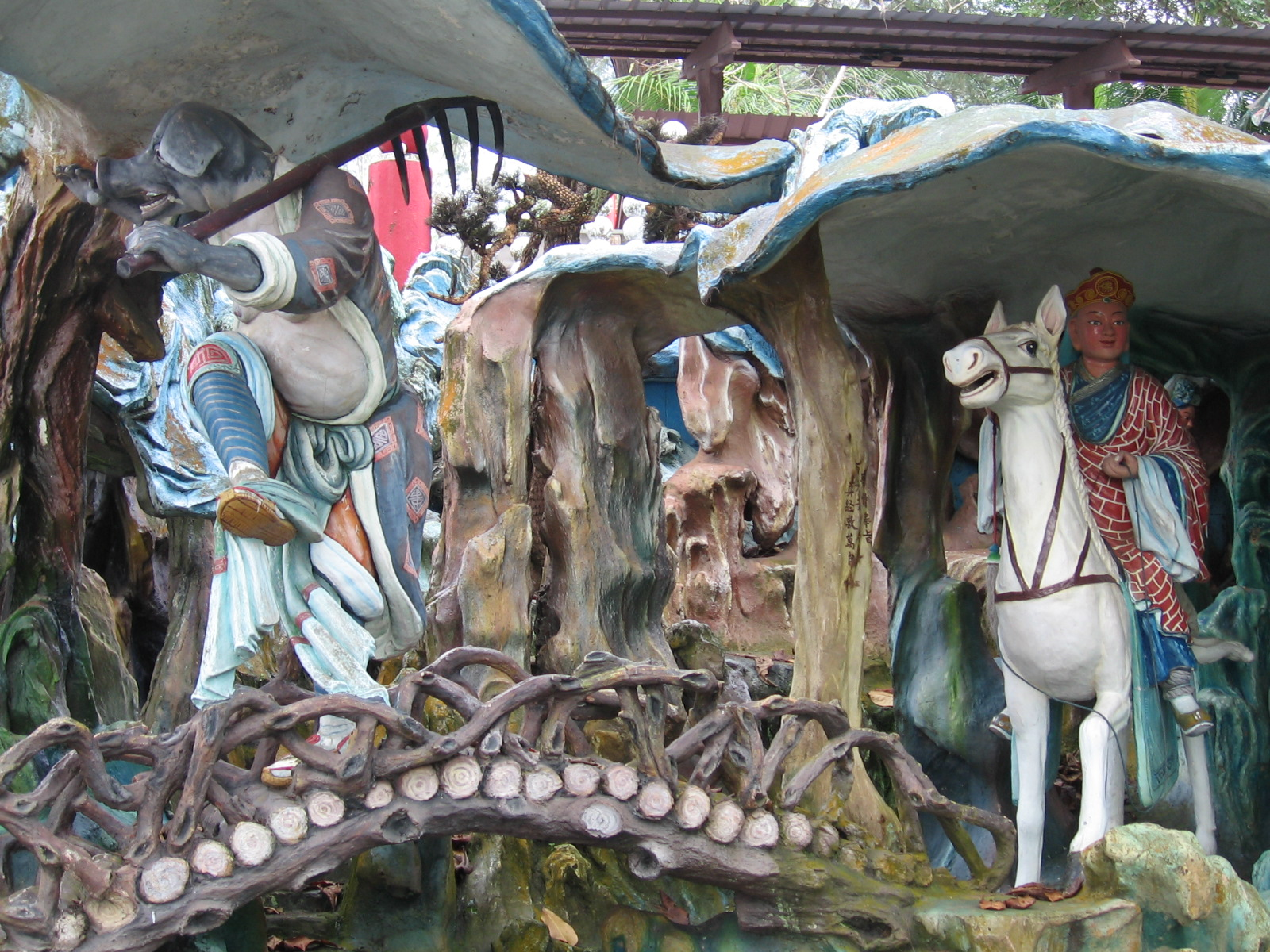
Tượng Bạch Long Mã chở Đường Tăng

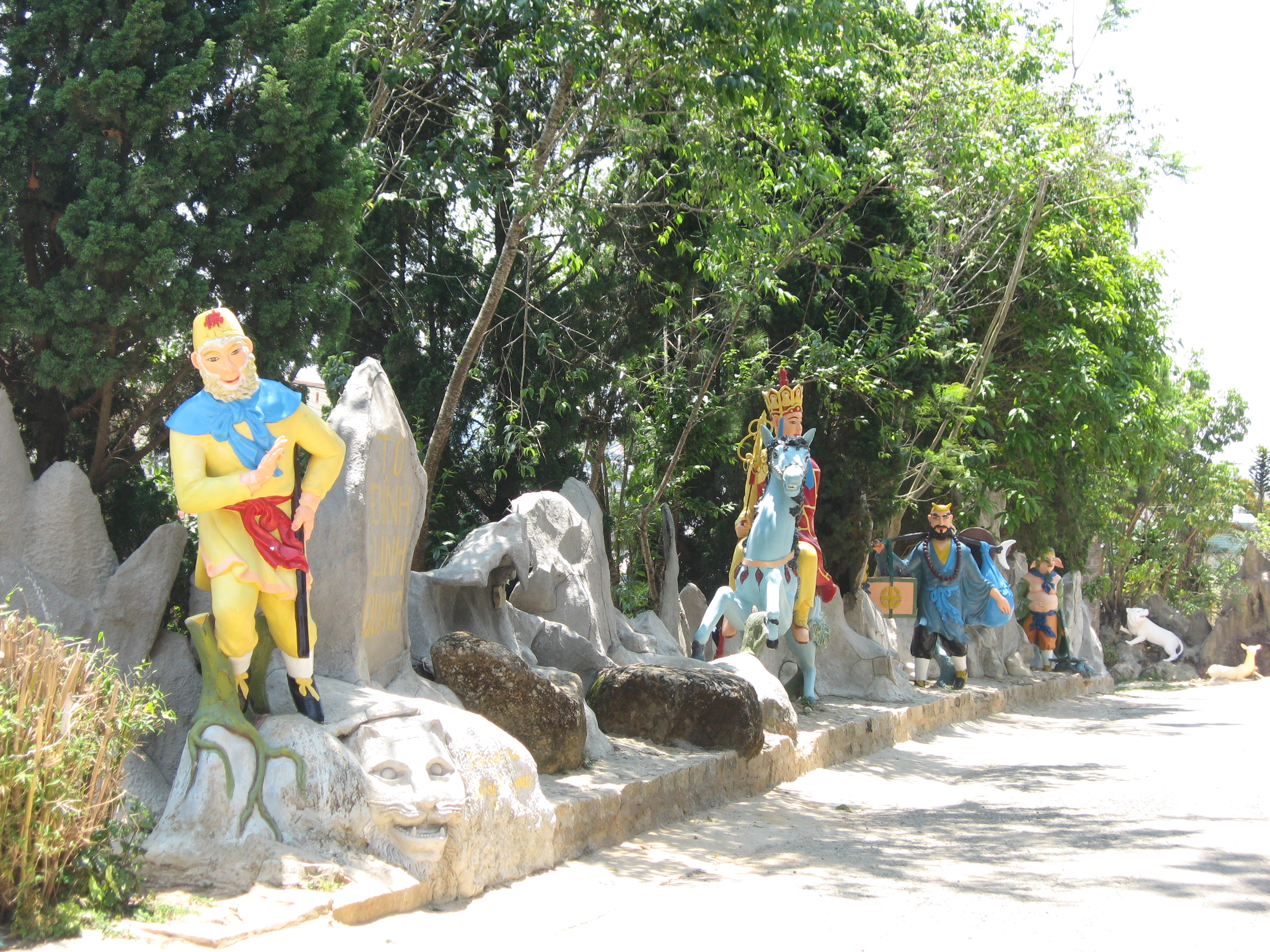
Tượng Bạch Long Mã tại chùa Linh Quang, Đà Lạt

Khi Đường Tăng vừa thu phục Tôn Ngộ Không ông đã ăn thịt con ngựa mà Đường Tăng cưỡi nên đã bị Ngộ Không tìm đến đòi mạng. Võ công của ông và Ngộ Không là một trời một vực nên ông đã sớm thất bại và rút xuống nước. Sau đó, Quan Âm Bồ Tát đã gọi lên để Tiểu Bạch Long đi theo phò giá Đường Tăng. Tây Hải Long Vương Tam Thái Tử do có công lao cõng Đường Huyền Trang, phụ giúp các sư huynh trên đường đến Tây Thiên nên được phong thành chính quả. Hồi 100, Tiểu Bạch Long được phong Bát Bộ Thiên Long Quảng Lực Bồ Tát là đã tu thành chính quả.

## Hình tượng
Bạch Long Mã cũng giống 4 người đồng hành khác, đại diện cho ý cuối cùng của Ngũ vị nhất thể: Ý. Người Trung Quốc có câu: "Tâm viên ý mã", tức là Tâm con khỉ, Ý con ngựa. Cái Tâm đã là Tôn Ngộ Không thì cái Ý là Bạch Long Mã. Cái Ý ở đây chính là ý chí, sự quyết tâm tiến về phía trước không lùi lại. Cũng bởi con ngựa này luôn tiến về phía trước mới có thể chở được Tam Tạng tới Tây Phương. Bạch Long Mã thường được coi là em út trong đoàn, nhưng tác giả vẫn cho Bạch Long gặp đường Tăng trước cả Bát Giới và Sa Tăng. Như vậy bởi vì muốn đi tiếp thì cần phải "Tâm Ý hợp nhất", Tôn Ngộ Không chính là người thu phục Bạch Long Mã, tức là tâm ý đã hợp nhất, đồng lòng tiến lên. Cái ý chí tiến lên còn phụ thuộc vào cái tâm, phải "toàn tâm toàn ý" mới có thể chuyên tâm tu hành, tiếp tục tu hành không lùi bước.